# Нашар Лайънс
ФК Нашар Лайънс (първата дума на малтийски, втората на английски: Naxxar Lions Football Club) е футболен отбор от северната част на Малта от град Нашар.

## История
Тимът е създаден през 1920 г. Състезава се в Малтийската Висша лига, като дебютира в нея през 1946 година.  Домакинските си срещи играе на стадион „Та Али“ в едноименното село с капацитет 17 000 места.

## Успехи
- Малтийска Премиер лига:
  - 6-то място (3): 1989, 1990, 1999
- Купа на Малта:
  - 1/4 финалист (2): 1999, 2002
- Втора дивизия: (2 ниво)
  -  Шампион (1): 2013
  -  Вицешампион (1):2022/23 (промоция)